# Tatjana Michniova
Tatjana Michniova (ur. 18 sierpnia 1948 w Wilnie) – litewska działaczka społeczna i polityczna rosyjskiego pochodzenia, dyrektor Muzeum Literackiego im. Aleksandra Puszkina w Wilnie.

## Życiorys
W 1976 ukończyła filologię rosyjską na Wileńskim Uniwersytecie Państwowym.
Obecnie pełni funkcję dyrektora Muzeum Literackiego im. Aleksandra Puszkina w Wilnie (Literatūrinis A. Puškino muziejus). Jest przewodniczącą Funduszu na Rzecz Kultury Litewskich Rosjan (Lietuvos rusų kultūros fondas) oraz Rady Koordynacyjnej Rosyjskich Organizacji Społecznych na Litwie (Lietuvos rusų visuomeninių organizacijų koordinacinė taryba).
W wyborach parlamentarnych 2008 roku kandydowała bez powodzenia z listy krajowej Litewskiego Związku Rosjan. W 2009 została mianowana społecznym konsultantem premiera Andriusa Kubiliusa ds. mniejszości narodowych.
Odznaczona m.in. Krzyżem Oficerskim Orderu Wielkiego Księcia Giedymina.